# Sarcophaga candela
Sarcophaga candela är en tvåvingeart som först beskrevs av Villeneuve 1934.  Sarcophaga candela ingår i släktet Sarcophaga och familjen köttflugor.
Artens utbredningsområde är Kongo. Inga underarter finns listade i Catalogue of Life.